# Kolbjørn Varmann
Kolbjørn Sigurd Verner Varmann (* 23. Dezember 1904 in Eid, Sogn og Fjordane; † 13. August 1980 in Oslo) war ein norwegischer Pfarrer der Norwegischen Kirche (Den norske kirke) und Politiker der Arbeiderpartiet, der sich während des Zweiten Weltkrieges in Hellmobotn an der Planung von Flüchtlingstransporten nach Schweden beteiligte und deswegen von der deutschen Besatzungsmacht verhaftet wurde. Nach Kriegsende war er zwischen 1950 und 1965 Mitglied des Storting sowie von 1955 bis 1960 Minister für Verkehr und Kommunikation in der dritten Regierung Gerhardsen. Darüber hinaus fungierte er von 1963 bis 1974 als Gouverneur (Fylkesmann) der Provinz (Fylke) Finnmark.

## Leben

### Pfarrer der Norwegischen Kirche und Zweiter Weltkrieg
Kolbjørn Sigurd Verner Varmann, Sohn des Baumeisters und Kleinbauern Anders Kornelius Karlsen (1871–1940) und Astrid Langeland (1879–1932), begann nach dem Schulbesuch 1924 ein Studium der Theologie und schloss dieses 1929 als Cand. theol. ab. Nach einem Praktikum war er zwischen 1930 und 1931 zunächst als Gymnasiallehrer in Nordfjordeid tätig. Anschließend war er von 1931 bis 1936 Stiftskaplan der Norwegischen Kirche in Hålogaland sowie zugleich zwischen 1934 und 1955 Lehrer der Höheren Schule mit Gymnasium und Realschule in der Kommune Tysfjord. Zugleich engagierte er sich von 1935 bis 1942 als Vorsitzender des Wohlfahrtsausschusses, des Schulausschusses sowie des Vormundschaftsrates und des Weiteren zwischen 1941 und 1942 auch als Vorsitzender des Versorgungsausschusses der Kommune Tysfjord. 1936 wurde er Pfarrer der Gemeinde (Sogn) Tysfjord und hatte dieses Amt bis 1963 inne. Während des Zweiten Weltkrieges beteiligte er sich unter anderem in Hellmobotn an der Planung von Flüchtlingstransporten nach Schweden und wurde deswegen von der deutschen Besatzungsmacht verhaftet.

### Kommunalpolitiker undStorting-Mitglied
Nach Kriegsende begann Kolbjørn Varmann sein Engagement für die Arbeiderpartiet in der Kommunalpolitik und fungierte zwischen 1945 und 1955 als Bürgermeister (Ordfører) der Kommune Tysfjord. Zeitgleich war er von 1945 bis 1955 auch Mitglied des Provinzparlaments (Fylkesting) des Fylke Nordland sowie zwischen 1946 und 1953 Vorsitzender des Schulrates und von 1946 bis 1955 auch Vorsitzender des Wahlausschusses von Nordland. Darüber hinaus war er zwischen 1946 und 1958 auch Leutnant (Løytnant) und Bereichschef der Heimwehr (Heimevernet). 1949 wurde er ferner Vorsitzender der Lærervikarkasse des Fylke Nordland und war zwischen 1954 und 1963 Propst der Propstei Nordre Salten.
Er wurde für die Arbeiderpartiet bei der Parlamentswahl am 10. Oktober 1949 erstmals zum Mitglied des norwegischen Parlaments Storting gewählt und vertrat in diesem nach seinen Wiederwahlen am 12. Oktober 1953, am 6. Oktober 1957 sowie am 11. September 1961 zwischen dem 11. Januar 1950 und dem 30. September 1965 die Interessen von Nordland. Während seiner Parlamentszugehörigkeit war er Mitglied verschiedener Ausschüsse wie dem Protokollausschuss sowie dem Militärausschuss. Er war zwischen dem 11. Januar 1951 und dem 10. Januar 1954 sowie erneut vom 13. Oktober 1954 bis zum 22. Januar 1955 Vorsitzender des Protokollausschusses (Protokollkomité) sowie zwischenzeitlich vom 22. Januar bis zum 13. Oktober 1954 stellvertretender Vorsitzender des Ausschusses für Kirchen und Unterricht (Kirke- og undervisningskomité). Zugleich war er vom 11. Januar 1954 bis zum 22. Januar 1955 stellvertretendes Vorstandsmitglied der Fraktion der Arbeiderpartiet.

### Verkehrsminister undFylkesmann
Am 22. Januar 1955 übernahm Varmann das Amt als Minister für Verkehr und Kommunikation (Statsråd, Samferdselsdepartementet) in der dritten Regierung Gerhardsen und bekleidete dieses bis zum 23. April 1960, woraufhin Trygve Bratteli seine Nachfolge antrat. Während dieser Zeit übernahmen seine Ersatzabgeordneten (Vararepresentant) Margith Johanne Munkebye (22. Januar 1955 bis 10. Januar 1958) sowie Rolf Hellem (11. Januar 1958 bis 23. April 1960) kommissarisch sein Mandat im Storting. Er war ferner zwischen 1956 und 1957 Mitglied des Verkehrsausschusses sowie des Kulturausschusses der Arbeiterpartei. Nach seinem Ausscheiden aus der Regierung nahm er sein Mandat im Storting wieder auf und war vom 1. Oktober 1961 bis zum 30. September 1965 erneut stellvertretendes Vorstandsmitglied der Fraktion der Arbeiderpartiet.
Als Nachfolger des am 24. März 1963 verstorbenen Peder Holt und einer darauf folgenden kommissarischen Amtszeit von Anders Aune wurde Kolbjørn Varmann 1965 Gouverneur (Fylkesmann) der Provinz Finnmark und bekleidete das Amt bis 1974, woraufhin Anders Aune ihn ablöste. Während dieser Zeit fungierte er zwischen 1965 und 1974 zudem als Vorsitzender des Ausschusses für Arbeit und Maßnahmen sowie des Krankenhausrates der Finnmark. 1980 wurde er mit der Königlichen Verdienstmedaille in Gold (Kongens fortjenstmedalje i gull) geehrt, starb aber, bevor ihm die Auszeichnung überreicht wurde.